# Craig Brunel
Craig Brunel (né le 11 décembre 1979 à Minnedosa, dans la province du Manitoba au Canada) est un joueur de hockey sur glace. Il évoluait au poste d’ailier droit.

## Biographie

### Carrière junior
Lors du repêchage Bantam de la Ligue de hockey de l'Ouest, Craig est choisi en 100e position lors de la 7e ronde par les Raiders de Prince Albert.
De 1996 à 1999, il évolue pour les Raiders, disputant cent-huitante-deux matchs de saison régulière et vingt-deux matchs de Série éliminatoire. En 1998-1999, les Raiders termine premier de la division Est.
Durant la saison 1999-2000, Craig est échangé aux Rebels de Red Deer et dispute pour eux trente-cinq rencontres de saison régulière, ainsi que quatre rencontres de série éliminatoire.

### Carrière professionnelle
Le 27 juin 1998, lors du Repêchage d’entrée dans la Ligue nationale de hockey, se déroulant à Buffalo, il est sélectionné en 147e position lors de la 6e ronde par les Predators de Nashville.Ne s’étant pas entendu pour un contrat avec les Predators, il est à nouveau éligible pour le Repêchage 1999 de la LNH. Ce dernier a lieu, le 26 juin 1999 à Boston et Craig se voit choisit par les Sabres de Buffalo, en 253e position lors de la 9e ronde.
Il commence la saison 2000-2001 avec le club école des Abres, les Americans de Rochester dans la Ligue américaine de hockey, avant d’être rétrogradé dans des clubs de ligues inférieurs : Les Ice Dogs de Long Beach en West Coast Hockey League et les Stingrays de la Caroline du Sud en ECHL .
La saison suivante, il s’entend avec les Phantoms de Philadelphie, le club école des Flyers de Philadelphie, évoluant dans la LAH. Durant les saisons 2001-2002 et 2002-2003, il va disputer cinquante rencontres de saison régulières pour eux, ainsi que quarante-quatre rencontres de saison régulière et sept de série éliminatoire pour le club affilié en ECHL, les Titans de Trenton.
Il ne finit pas la saison 2002-2003 avec les Titans, étant échangé au Royals de Reading avec qui il joue les neuf dernières rencontres de la saison.
Pour la saison 2003-2004, il s’engage avec les Rivermen de Peoria, toujours en ECHL. Après huit matchs, il est échangé au Pride de Florence, avec qui il dispute quarante-quatre rencontres.
Avant le début de la saison 2004-2005, il est choisi au repêchage de la Ligue nord-américaine de hockey par le Mission de Sorel-Tracy en 129e position lors de la 12e ronde. Il décide de rejoindre ces derniers et dispute pour eux quarante-huit rencontres, les aidant à se classer deuxième de la ligue.
Pour la saison 2005-2006, il s’engage avec le champion en titre, le Radio X de Québec et les aide à remporter un second championnat de suite.
Pour les saisons 2006-2007 et 2007-2008, il s’engage avec le Saint-François de Sherbrooke. Il dispute pour eux soixante-quatre rencontres.
Pour la saison 2008-2009, il s’engage avec l’Isothermic de Thetford Mines, mais ne dispute qu’une rencontre avant de prendre sa retraite sportive.

## Statistiques
| Saison    | Équipe                          | Ligue |    | Saison régulière | Saison régulière | Saison régulière | Saison régulière | Saison régulière |   | Séries éliminatoires | Séries éliminatoires | Séries éliminatoires | Séries éliminatoires | Séries éliminatoires |
| Saison    | Équipe                          | Ligue | PJ | B                | A                | Pts              | Pun              | PJ               | B | A                    | Pts                  | Pun                  |                      |                      |
| 1996-1997 | Raiders de Prince Albert        | LHOu  | 57 | 5                | 2                | 7                | 208              | 4                | 0 | 0                    | 0                    | 13                   |                      |                      |
| 1997-1998 | Raiders de Prince Albert        | LHOu  | 58 | 6                | 12               | 18               | 247              | -                | - | -                    | -                    | -                    |                      |                      |
| 1998-1999 | Raiders de Prince Albert        | LHOu  | 50 | 10               | 8                | 18               | 173              | 14               | 4 | 2                    | 6                    | 48                   |                      |                      |
| 1999-2000 | Raiders de Prince Albert        | LHOu  | 17 | 0                | 2                | 2                | 59               |                  |   |                      |                      |                      |                      |                      |
| 1999-2000 | Rebels de Red Deer              | LHOu  | 35 | 3                | 2                | 5                | 140              | 4                | 0 | 1                    | 1                    | 22                   |                      |                      |
| 2000-2001 | Americans de Rochester          | LAH   | 37 | 3                | 2                | 5                | 96               |                  |   |                      |                      |                      |                      |                      |
| 2000-2001 | Ice Dogs de Long Beach          | WCHL  | 6  | 2                | 0                | 2                | 57               |                  |   |                      |                      |                      |                      |                      |
| 2000-2001 | Stingrays de la Caroline du Sud | ECHL  | 8  | 0                | 3                | 3                | 34               | -                | - | -                    | -                    |                      |                      |                      |
| 2001-2002 | Phantoms de Philadelphie        | LAH   | 43 | 1                | 2                | 3                | 213              |                  |   |                      |                      |                      |                      |                      |
| 2001-2002 | Titans de Trenton               | ECHL  | 5  | 1                | 3                | 4                | 10               | 7                | 0 | 0                    | 0                    | 42                   |                      |                      |
| 2002-2003 | Phantoms de Philadelphie        | LAH   | 7  | 1                | 0                | 1                | 7                |                  |   |                      |                      |                      |                      |                      |
| 2002-2003 | Titans de Trenton               | ECHL  | 39 | 1                | 1                | 2                | 157              |                  |   |                      |                      |                      |                      |                      |
| 2002-2003 | Royals de Reading               | ECHL  | 9  | 0                | 3                | 3                | 25               | -                | - | -                    | -                    | -                    |                      |                      |
| 2003-2004 | Rivermen de Peoria              | ECHL  | 8  | 0                | 1                | 1                | 25               |                  |   |                      |                      |                      |                      |                      |
| 2003-2004 | Pride de Florence               | ECHL  | 44 | 4                | 6                | 10               | 148              | -                | - | -                    | -                    | -                    |                      |                      |
| 2004-2005 | Mission de Sorel-Tracy          | LNAH  | 48 | 1                | 6                | 7                | 168              |                  |   |                      |                      |                      |                      |                      |
| 2005-2006 | Radio X de Québec               | LNAH  | 36 | 0                | 3                | 3                | 189              |                  |   |                      |                      |                      |                      |                      |
| 2006-2007 | Saint-François de Sherbrooke    | LNAH  | 40 | 7                | 11               | 18               | 179              |                  |   |                      |                      |                      |                      |                      |
| 2007-2008 | Saint-François de Sherbrooke    | LNAH  | 24 | 1                | 8                | 9                | 132              |                  |   |                      |                      |                      |                      |                      |
| 2008-2009 | Isothermic de Thetford Mines    | LNAH  | 1  | 0                | 0                | 0                | 0                |                  |   |                      |                      |                      |                      |                      |